# Mokokwane
Mokokwane är en ort i Botswana.   Den ligger i distriktet Central, i den östra delen av landet, 280 km nordost om huvudstaden Gaborone. Mokokwane ligger 931 meter över havet och antalet invånare är 374.
Terrängen runt Mokokwane är platt österut, men västerut är den kuperad. Runt Mokokwane är det mycket glesbefolkat, med 6 invånare per kvadratkilometer.. Närmaste större samhälle är Maunatlala, 5,5 km norr om Mokokwane.
Omgivningarna runt Mokokwane är huvudsakligen savann.